# 八尾町内名
八尾町内名（やつおまちうちみょう）は、富山県富山市八尾地域の町名である。大長谷地区センターが所在している。集落人口は7人。

## 特徴
大長谷川の東岸に立地する山村である。集落では主に稲作がなされている。
白木峰や大長谷温泉などを目当てにした自家用車の通過が多い。

## 地理
集落を流れる大長谷川は井田川の上流での名前である。集落の標高は約400m。
- 河川-大長谷川

## 施設
- 大長谷地区センター

## 参考出典
『富山県の地名』平凡社

## 交通
八尾町市街地と集落を結ぶ国道471号は大長谷地区まで冬季除雪がなされているものの、整備が悪い地点があり運転には注意を要する。
- 道路-国道471号